# Karl V (opéra)

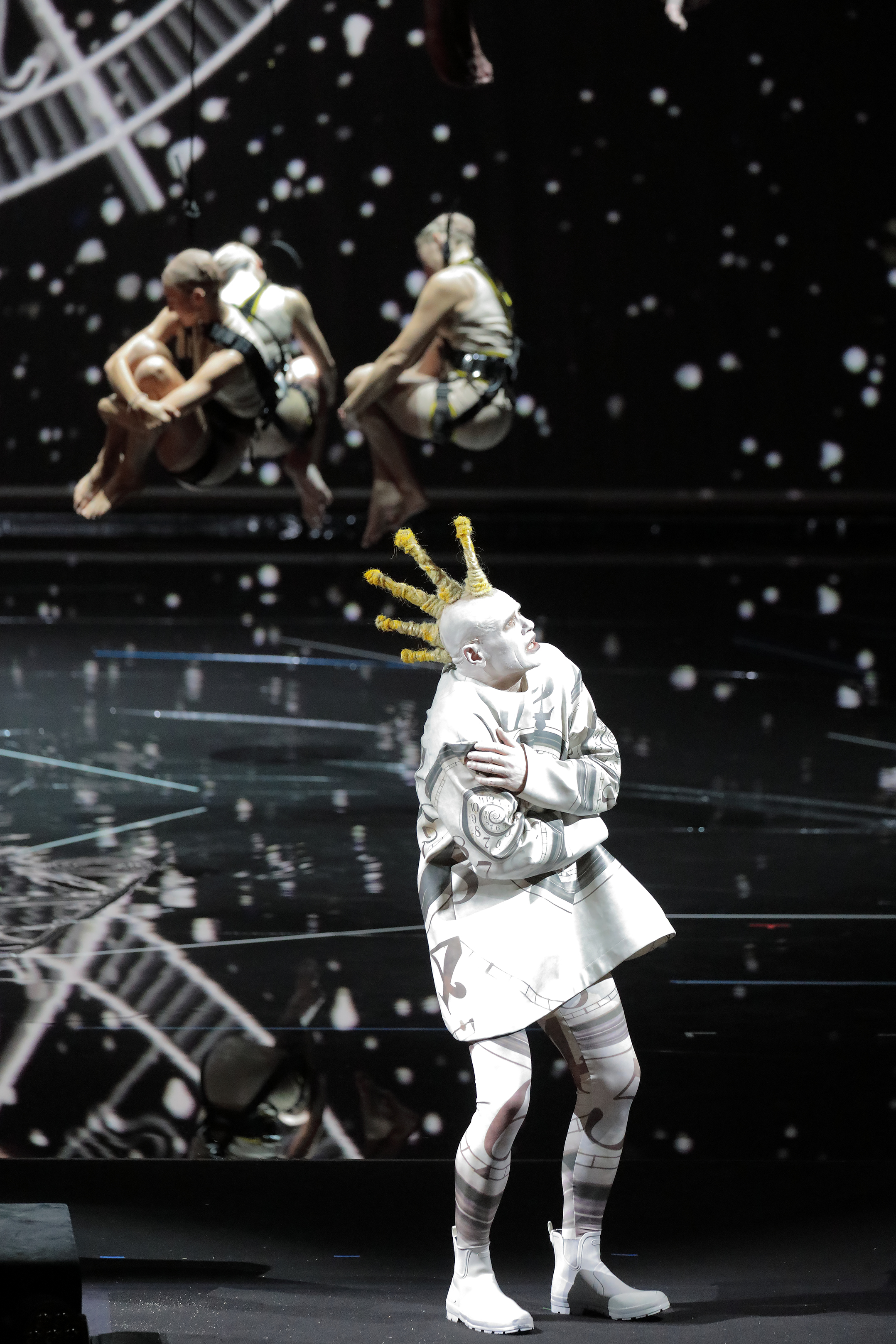
"Charles Quint" en 2019 à l'Opéra d'État de Bavière (Karl : Bo Skovhus). Production de Carlus Padrissa

Karl V opus 73 est un opéra d'Ernst Křenek sur un livret du compositeur. Composé entre 1931 et 1933, il est créé le 22 juin 1938 à Prague. Drame musical basé sur la musique sérielle et interdit en 1934 dans l'Allemagne nazie, il combine musique, pantomime, cinéma et théâtre parlé.
| Rôle                                      | Voix       | Première, 22 juin 1938 (Chef d'orchestre: Karl Rankl) |
| ----------------------------------------- | ---------- | ----------------------------------------------------- |
| Charles V (Charles Quint)                 | baryton    | Pavel Ludikar                                         |
| Jeanne de Castille, sa mère               | contralto  |                                                       |
| Éléonore d'Autriche, sa sœur              | soprano    |                                                       |
| Ferdinand I, son frère                    | ténor      |                                                       |
| Isabelle du Portugal, sa femme            | soprano    |                                                       |
| Juan de Regla, son confesseur             | rôle parlé |                                                       |
| Henri Mathys, son médecin                 |            |                                                       |
| Francis Borgia, ?                         | ténor      |                                                       |
| Alarcon, capitaine                        | rôle parlé |                                                       |
| Fernando Álvarez de Tolède, 3e Duc d'Albe | rôle parlé |                                                       |
| Georg von Frundsberg, capitaine           | rôle parlé |                                                       |
| Chancelier impérial                       |            |                                                       |
| François Ier de France, roi de France     | ténor      |                                                       |
| Frangipani                                | ténor      |                                                       |
| Pape Clément VII                          | rôle parlé |                                                       |
| Un cardinal                               | rôle parlé |                                                       |
| Martin Luther                             | baryton    |                                                       |
| Un serviteur de Luther                    | ténor      |                                                       |
| Maurice, électeur de Saxe                 | rôle parlé |                                                       |
| Soliman le Magnifique                     | basse      |                                                       |
| Son astrologue                            | ténor      |                                                       |

## Résumé
Premier acte
Charles Quint a renoncé au pouvoir et s'est retiré au monastère de Yuste (Estrémadure). La voix de Dieu lui commande de rendre compte des décisions qu'il a prises au cours de sa vie. 
En dialoguant avec son confesseur, Juan de Regla, il évoque les grandes étapes de sa vie et revoit les personnes qui y ont joué un rôle : sa mère Jeanne de Castille (Jeanne la Folle), Luther lors de la Diète de Worms (1521) et François Ier, auquel Charles avait donné sa sœur (Éléonore de Habsbourg) en mariage, en vain : Eléonore fut délaissée et les relations entre la France et l'Allemagne ne furent pas améliorées. La captivité de François et l'alliance française avec Soliman sont évoquées, ainsi que Francisco Pizarro et l'or des terres nouvellement découvertes qui vint enrichir Séville. Charles se souvient de la conquête de Rome par les soldats de Georg von Frundsberg que ce dernier ne put retenir (révolte des Lansquenets et Sac de Rome (1527)), puis il revoit le pape Clément VII qui le trahit en s'alliant avec François Ier. Il revient ensuite sur sa victoire sur les Turcs à Tunis en 1535 (la Tunisie était alors l’un des principaux théâtres où s’affrontaient la monarchie espagnole et l’Empire ottoman), puis son retour à Madrid, où il voit mourir sa femme Isabelle de Portugal (1535). La dernière scène est celle du chœur des hérétiques, rappelant la lourde répression qui s'exerça contre les luthériens en dépit de laquelle Charles ne put préserver l'unité du christianisme (Paix d'Augsbourg, 1555). À la fin, l'empereur s'effondre.
Deuxième acte
Charles V, sans connaissance, est veillé par son confesseur et par le jésuite François Borgia (qui se rendit plusieurs fois à Yuste). Borgia accuse Charles d'avoir fait preuve d'une trop grande indulgence : apparaissent alors sur scène Maurice de Saxe et Luther. 
Éléonore évoque ensuite la rencontre entre Charles et François I à Paris en janvier 1540.
Quand il revient à lui, Charles repense au moment où il détruisit la ligue de Smalkalde près de Mühlberg (guerre de Schmalkalden contre les princes protestants : bataille de Mühlberg, le 25 avril 1547). Cependant, les protestants  profitèrent de la trahison de Maurice de Saxe, qui contraignit l'empereur à accorder, par la transaction de Passau en 1552, une amnistie générale et le libre exercice du culte réformé. L'empereur avait dû prendre la fuite.
Plus loin, Soliman se réjouit de voir Charles V s'effondrer et l'empire chrétien se disloquer : il pense qu'à l'avenir les peuples européens vont s'affaiblir en se combattant. 
Dans la scène suivante, Charles remet la couronne impériale à son frère Ferdinand Ier et se retire dans le monastère de Yuste où il meurt.

## Source
- John Warrack, Harold Rosenthal, Guide de l'opéra éd.Fayard 1986 p. 429